# Korkusuz
Korkusuz (deutsch „Furchtlos“ oder „Ohne Angst“) ist eine türkische Boulevardzeitung, dessen erste Ausgabe am 29. November 2014 erschien. Die Zeitung kostet unter der Woche 50 Kuruş und am Wochenende 75 Kuruş. Der Sitz der Redaktion befindet sich in Küçükçekmece, Istanbul. Besitzer der Zeitung ist der Medienmogul Burak Akbay. Die Zeitung erscheint im Berliner Format und verkaufte im Januar 2017 täglich 39.917 Exemplare, sie ist außerdem ein Ableger der Sözcü-Zeitung.
Wie die Sözcü auch ist die Korkusuz kemalistisch ausgerichtet und berichtet demzufolge kritisch über die Regierungspartei AKP und deren Parteivorsitzenden und zeitgleich türkischen Staatspräsidenten Recep Tayyip Erdoğan. Außer dem Thema Politik berichtet die Zeitung auch über aktuelle Ereignisse in der Türkei und beleuchtet außerdem das Privatleben der türkischen Stars.